# Клецков, Александр Анатольевич
Александр Анатольевич Клецков (узб. Aleksandr Kletskov, род. 27 сентября 1985, Мары) — узбекистанский футболист, защитник. Выступал за сборную Узбекистана.

## Биография
Александр Клецков родился 27 сентября 1985 года в городе Мары.
Играл в футбол на позиции центрального защитника. В 2003—2004 годах выступал за «Пахтакор-2» из Ташкента. В 2005 году дебютировал в главной команде «Пахтакора». Провёл в составе ташкентцев четыре сезона подряд. За это время трижды стал чемпионом Узбекистана (2005—2007) и один раз серебряным призёром (2008). Кроме того, три раза выиграл Кубок Узбекистана (2005—2007).
В 2005—2008 годах выступал в Кубке чемпионов Содружества. В 2005 году провёл 2 матча, в 2006 году — 4. В 2007 году стал победителем турнира в составе «Пахтакора», сыграв 6 матчей и забив 2 гола, в том числе в финале в серии пенальти против латвийского «Вентспилса» (0:0, пен. 9:8). В 2008 году завоевал серебро Кубка чемпионов Содружества, в котором сыграл 6 матчей, в том числе финальный с азербайджанским «Хазаром» (3:4).
В 2009 году перебрался в Китай, подписав контракт с «Цзянсу Сунин». В 2010 году перешёл в «Тяньцзинь Тэда», с которым выиграл серебро чемпионата страны. В том же году вернулся в «Пахтакор», с которым выиграл комплект медалей чемпионата Узбекистана (серебро в 2010-м, бронзу в 2011-м, золото в 2012-м), а также завоевал Кубок страны (2011). Участвовал в Лиге чемпионов АФК, провёл 7 матчей.
Покинув «Пахтакор», выступал в Узбекистане за самаркандское «Динамо» (2013), ферганский «Нефтчи» (2014), джизакскую «Согдиану» (2015). В июле 2013 года подписал контракт с турецким «Ордуспором», однако позже переход был отменён.
В 2017 году играл в чемпионате Грузии за «Шукуру» из Кобулети.
6 сентября 2006 года провёл единственный в карьере матч за сборную Узбекистана. В поединке отборочного турнира Кубка Азии узбекистанцы на выезде сыграли вничью со сборной Гонконга (0:0), Клецков провёл на поле 90 минут.
После окончания игровой карьеры работает детским тренером в «Пахтакоре».

## Достижения

### В качестве игрока
Пахтакор
- Чемпион Узбекистана (4): 2005, 2006, 2007, 2012.
- Серебряный призёр чемпионата Узбекистана (2): 2008, 2010.
- Бронзовый призёр чемпионата Узбекистана (1): 2011.
- Обладатель Кубка Узбекистана (4): 2005, 2006, 2007, 2011.
- Обладатель Кубка чемпионов Содружества (1): 2007.
- Серебряный призёр Кубка чемпионов Содружества (1): 2008.

 Тяньцзинь Тэда
- Серебряный призёр чемпионата Китая (1): 2010.